# Възнесение Господне (Карбинци)
„Възнесение Господне/Христово“ или „Свети Спас“ (на македонска литературна норма: „Вознесение Христово“) е възрожденска православна църква в щипското село Карбинци, източната част на Република Македония. Част е от Брегалнишката епархия на Македонската православна църква – Охридска архиепископия.

## История
Църквата е гробищен храм, разположен в северозападния край на селото. Изградена е в 1876 година. В 1899 година за храма рисува икони видният зограф Данаил Щиплията. Има и икони от 1905 година, дело на непознат автор.